# Tališče
Talíšče (TT)  (tudi strdíšče, posebej v zvezi s faznimi spremembami vode tudi ledíšče, zmrzíšče ali zmrzovalíšče) je temperatura, pri kateri lahko pri danem tlaku obenem obstajata trdna in kapljevinska faza snovi.
Če se zmesi trdne in kapljevinske faze dovaja toploto, se njena temperatura ne spremeni, na račun trdne pa se povečuje delež kapljevinske faze. Proces se imenuje taljenje. Obratno se ob strjevanju, če sistem pri temperaturi tališča oddaja toploto, na račun kapljevinske povečuje delež trdne faze. Toplota, potrebna, da se stali dano maso izbrane snovi, se imenuje talilna toplota.
Snovi, ki nimajo kristalne zgradbe (npr. steklo), nimajo ostro določenega tališča, ampak se pri višanju temperature postopoma mehčajo.

## Znižanje tališča
Tališče raztopin, kjer topljenec ne disociira, je nižje od tališča topila. Znižanje tališča ΔT je premo sorazmerno koncentraciji topljenca c:
{\displaystyle \Delta T=K_{k}c\!\,.}
Sorazmernostni koeficient Kk se imenuje krioskopska konstanta. Z merjenjem znižanja tališča se lahko določa koncentracijo, ali, če je ta znana, molsko maso topljenca. Postopek je poznan pod imenom krioskopija.
Podobno velja tudi, da je tališče zlitin nižje od tališč sestavin.